# Conte di Cranbrook

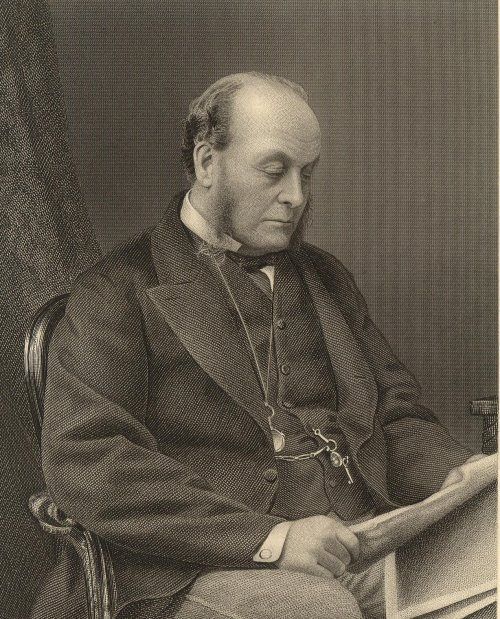
Gathorne Gathorne-Hardy, I conte di Cranbrook

Conte di Cranbrook, nella contea di Kent, è un titolo nel Pari del Regno Unito. È stato creato nel 1892 per il conservatore Gathorne Gathorne-Hardy, I visconte di Cranbrook. Ricoprì la carica di Segretari di Stato per gli affari interni, di Segretario di Stato per la Guerra e di Segretario di Stato per l'India. Gathorne-Hardy era già stato creato Visconte di Cranbrook, di Hemsted nella contea di Kent, nel 1878, e Barone Medway, di Hemsted nella contea di Kent. Quest'ultimo titolo viene utilizzato come titolo di cortesia per il figlio maggiore ed erede del conte. Il figlio maggiore di Lord Cranbrook, il secondo conte, rappresentò Rye, Mid Kent e Medway nella Camera dei comuni come conservatore. A partire dal 2010 i titoli sono detenuti da pronipote di quest'ultimo, il quinto conte, succeduto al padre nel 1978. Egli è uno zoologo e biologo ambientale, che si è aggiudicato la medaglia d'oro del Royal Geographical Society nel 1995. 
Alfred Gathorne-Hardy, terzo figlio del primo conte, fu un membro del Parlamento per Canterbury e East Grinstead. Un altro membro della famiglia è lo scrittore Jonathan Gathorne-Hardy. Lui è il figlio di Anthony Gathorne-Hardy, il più giovane figlio del terzo conte.
La residenza della famiglia è Great Glemham House, Great Glemham, Saxmundham, Suffolk.

## Conti di Cranbrook (1892)
- Gathorne Gathorne-Hardy, I conte di Cranbrook (1814-1906)
- John Gathorne-Hardy, II conte di Cranbrook (1839-1911)
- Gathorne Gathorne-Hardy, III conte di Cranbrook (1870-1915)
- John Gathorne-Hardy, IV conte di Cranbrook (1900-1978)
- Gathorne Gathorne-Hardy, V conte di Cranbrook (1933)

L'erede è il figlio dell'attuale conte John Jason Gathorne-Hardy, Lord Medway (1968).